# Castanopsis cuspidata
Castanopsis cuspidata là một loài thực vật có hoa trong họ Fagaceae. Loài này được (Thunb.) Schottky mô tả khoa học đầu tiên năm 1912.

## Hình ảnh

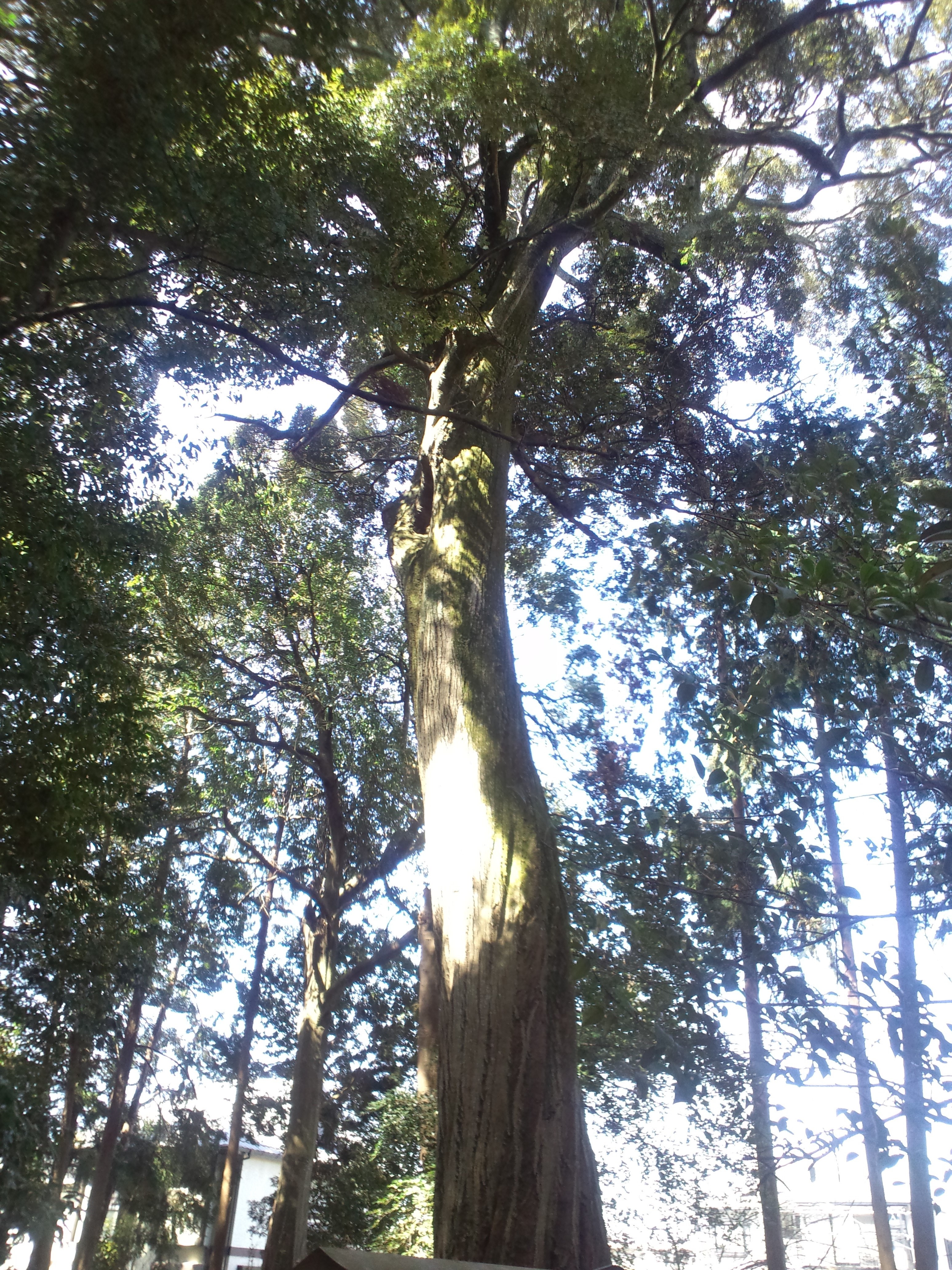
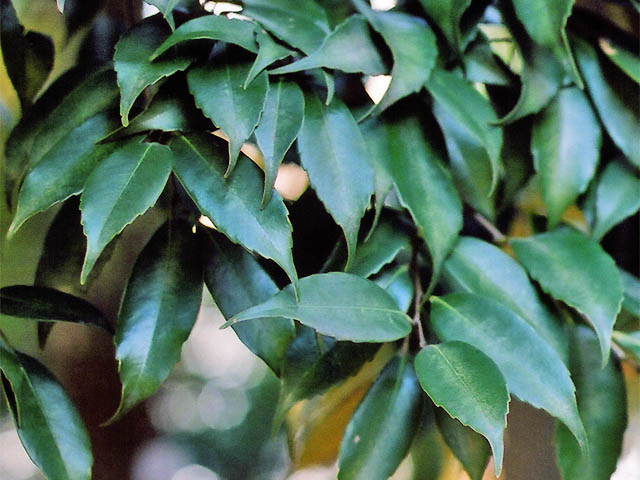
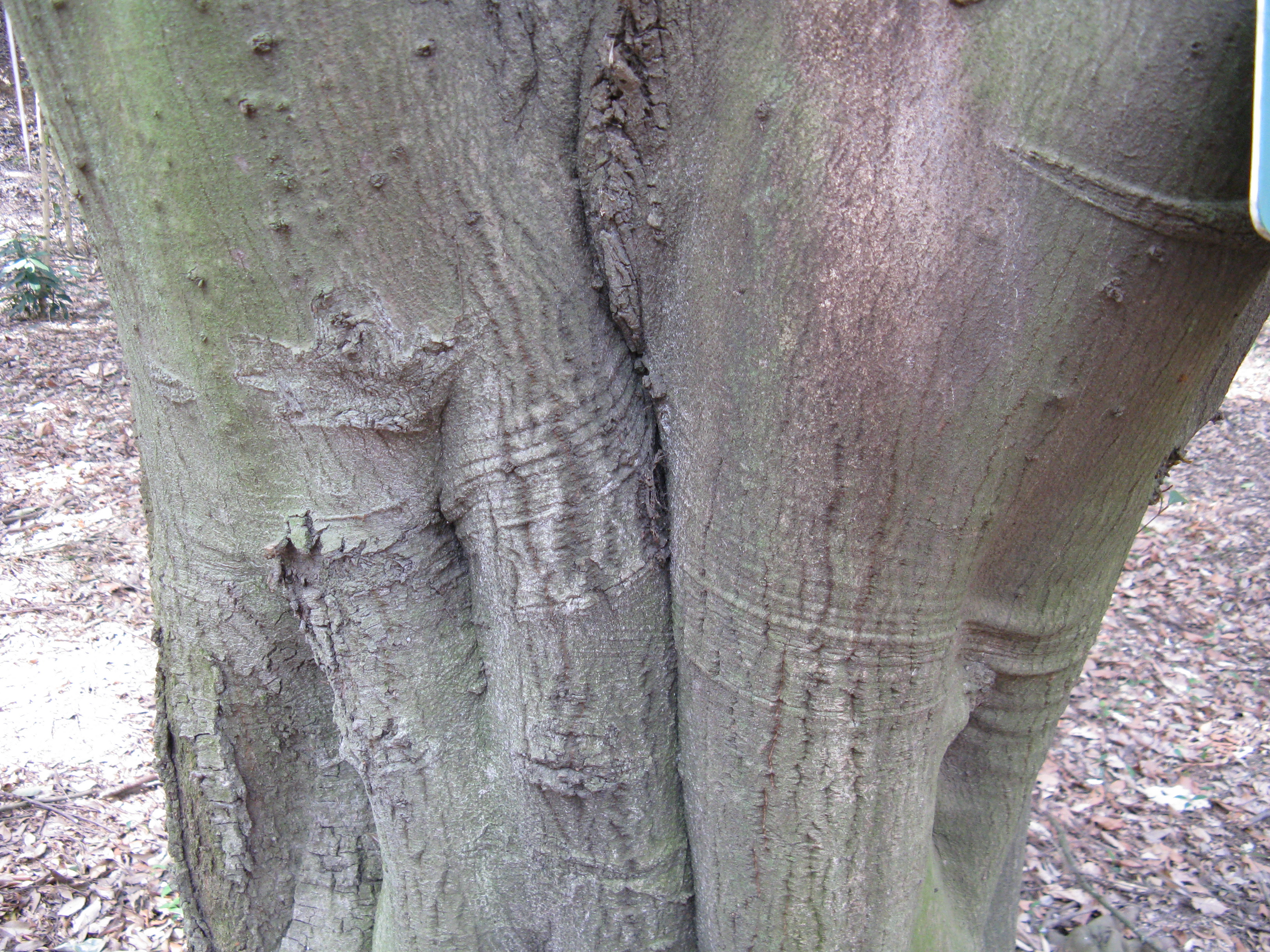
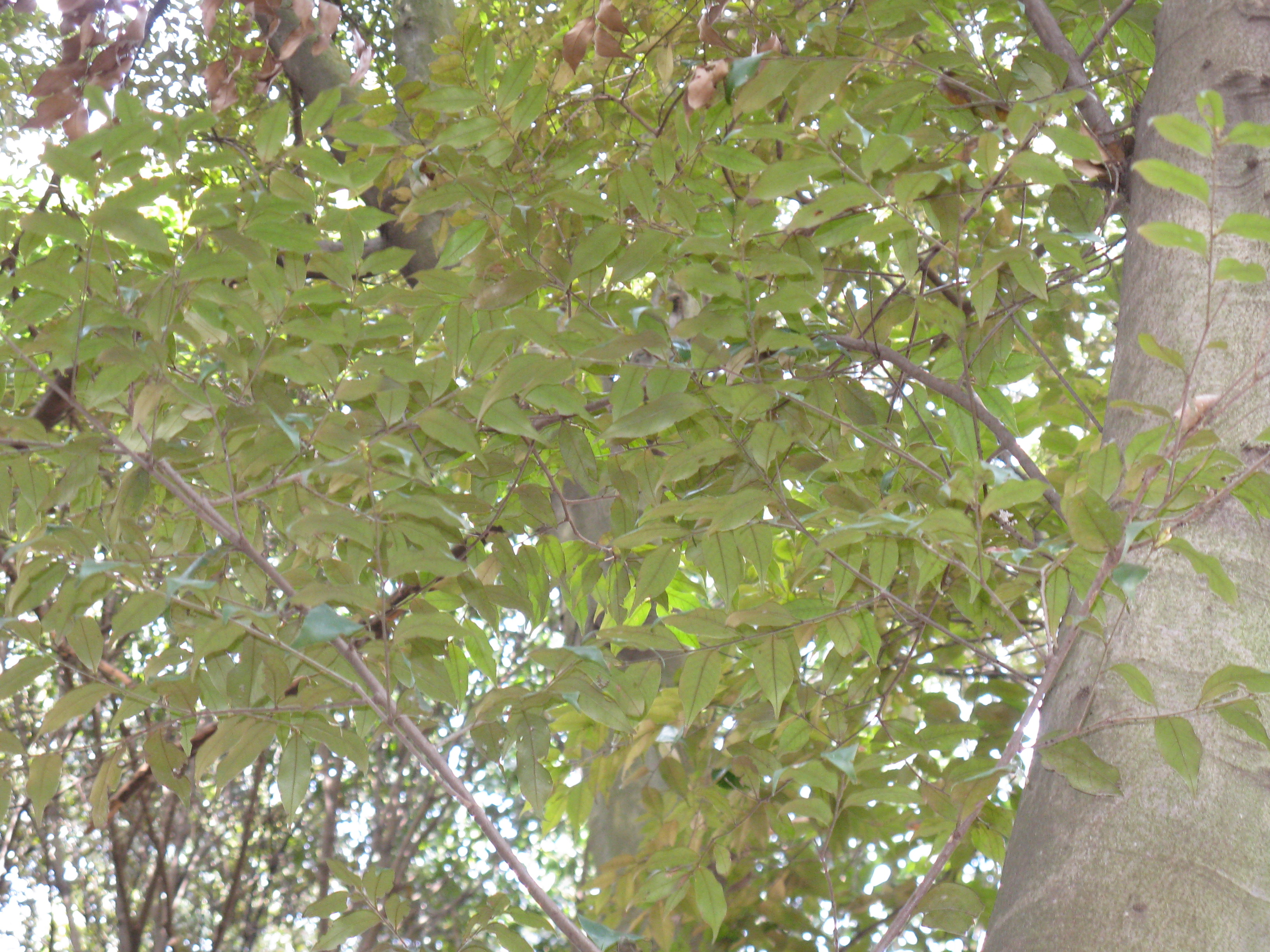